# Nurhak
Nurhak là một huyện thuộc tỉnh Kahramanmaraş, Thổ Nhĩ Kỳ. Huyện có diện tích 1219 km² và dân số thời điểm năm 2007 là 14587 người, mật độ 12 người/km².